# سیجی روکاکو
سیجی روکاکو (انگلیسی: Seiji Rokkaku; ۲۴ ژوئن ۱۹۶۲ – ) بازیگر اهل ژاپن بود.